# Мус (річка, Онтаріо)
Мус (англ. Moose River) — річка на північному сході Онтаріо, округ Кокран,  Канада.(50°44′08″ пн. ш. 81°28′02″ зх. д. / 50.73556° пн. ш. 81.46722° зх. д.)
Річка утворюється злиттям річок Міссінайбі (довжиною 426 км) і Маттаґамі (довжиною 442 км), витоки яких розташовані на Лаврентійській височині.
Довжина Мусу становить 104 км, з урахуванням довжини річки Маттагамі — 547 км. Басейн річки займає майже всю північно-східну частину Онтаріо, його площа дорівнює 108 500 км².
Найбільші притоки — Абітібі (права, довжина 547 км), Куотобосхеган (ліва), Норт-Френч (права), Уокуейоукастік. У нижній течії утворює естуарій, на березі якого лежить порт Мусоні і навпроти нього, на острові, селище Мус Факторі. Уздовж лівого берега річки прокладена залізниця компанії «Онтаріо Нортланд» (англ. Ontario Northland Railway), яка з'єднує порт Мусоні з південними районами Онтаріо. По ній курсує «Polar Bear Express» (Мусоні — Кокран).

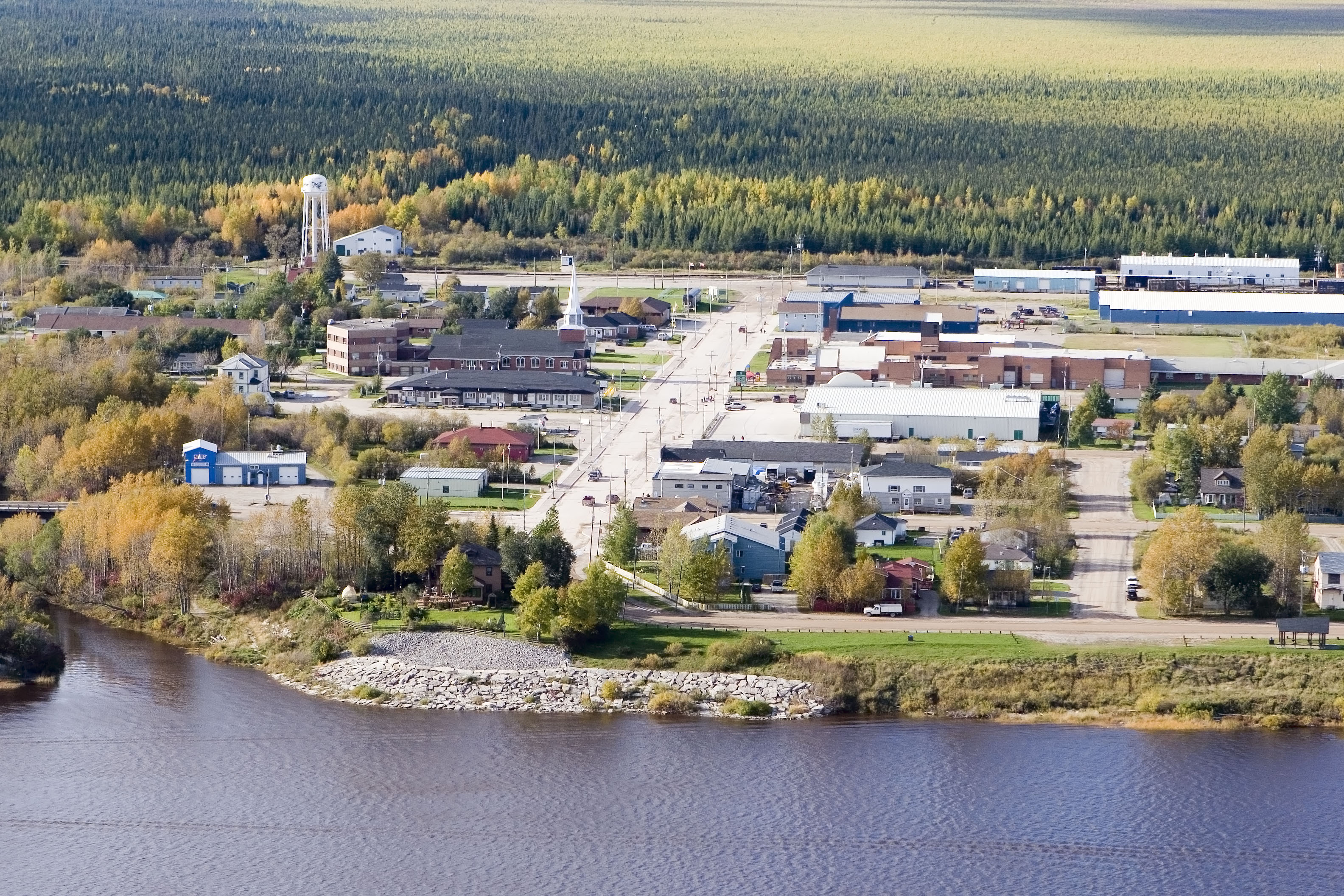
Річка Мус і порт Мусоні

## Історія
Торгова факторія Мус Факторі, заснована в 1672–1673 роках, є найстарішою торгової факторією Компанії Гудзонової затоки і першим англійським поселенням в Онтаріо, а сама річка Мус та її притоки були важливою частиною маршруту торгівлі хутром від затоки Джеймс до Верхнього озера. На сьогодні в басейні річки найважливішими галузями є гірничодобувна і целюлозопаперова промисловість, підприємства яких використовують електроенергію, вироблену гідроелектростанціями на річках Абітібі і Маттагамі, а найзначнішими містами є Тіммінс, Капускасінг і Ірокез Фолс.

## Охорона природи
Пташиний заповідник річки Мус (англ. Moose River Bird Sanctuary), площею 14,6 км², розташований у східній частині її естуарію і включає острів Шіп Сендс (англ. Ship Sands Island) і частину берега в гирлі річки. Заповідник створено в рамках міжнародної угоди про захист перелітних птахів і Рамсарської конвенції. Він є частиною великого природоохоронного комплексу в південній частині затоки Джеймс. Цей комплекс відіграє важливу роль у річному циклі  водоплавних птахів. Лійкоподібний контур Гудзонової затоки і затоки Джеймс призводить до того, що птахи, мігруючи з Арктики щоосені, концентруються в південному кінці затоки Джеймс. На великих водно-болотних угіддях по берегах затоки концентрується безліч качок і гусей. Серед великого числа водоплавних і прибережних птахів можна згадати таких як гуска біла, побережник ісландський, побережник чорногрудий, неголь короткодзьобий, коловодник жовтоногий, коловодник великий, крем'яшник звичайний і сивка американська.

## Притоки
Список приток цієї річки включає:
- Кватабоагеґен (англ. Kwataboahegan River)
- Чіпаш англ. Cheepash River)
- Абітібі (англ. Abitibi River)
  - Фредерік Гаус (англ. Frederick House River)
- Маттаґамі(англ. Mattagami River)
  - Капускасінґ(англ. Kapuskasing River)
    - Немеґосенда (англ. Nemegosenda River)
      - Чапло (англ. Chapleau River)

  - Ґраундгоґ (англ. Groundhog River)
    - Айвенго (англ. Ivanhoe River)
    - Нат (англ. Nat River)
- Міссінаїбі (англ. Missinaibi River)
  - Брансвік (англ. Brunswick River)
  - Файр (англ. Fire River)
  - Гей (англ. Hay River)
  - Маттавічеван (англ. Mattawitchewan River)
    - Олбані Форкс (англ. Albany Forks)
      - Оба (англ. Oba River)

  - Півабішка (англ. Pivabiska River)
  - Опасатіка (англ. Opasatika River)
  - Совеска (англ. Soweska River)